# Ameriški Slovenci
Amêriški Slovénci (angleško Slovene Americans, dobesedno slovenski Američani) so Američani slovenskega rodu, oziroma porekla.
Popis prebivalstva ZDA iz leta 1990 je pokazal, da se je 124.437 Američanov opredelilo kot slovenskega porekla (od tega je 738 doktorjev).  Arhivirano 2005-02-17 na Wayback Machine.. Ob popisu leta 2000 se je tako opredelilo že 176.691 Američanov. Ljudi s slovenskimi predniki je v ZDA več kot 300.000. V ZDA je najviše postavljena slovenska cerkev (sv. Jožef, Leadville), tam stoji največji figuralni spomenik kakemu Slovencu – škofu Frideriku Baragi.
- Ohio             58.507 Slovencev
- Pensilvanija     19.006
- Illinois         15.519
- Minnesota        10.420
- Kalifornija      9.489
- Wisconsin        9.108
- Kolorado         6.111
- Florida          5.306
- Michigan         4.485
- New York         4.387
- Teksas           3.768
- Indiana          2.821
- Arizona          2.595
- Washington     2.228
- Virginija        2.223
- Maryland         1.629
- New Jersey       1.475
- Severna Karolina 1.454
- Missouri         1.269
- Georgia          1.242
- Kansas           1.200
- Connecticut      1.081
- Oregon           1.060

## Znani ameriški Slovenci
- slikarji: Bogdan Grom, Gregor Perušek
- filmski igralci: Audrey Totter, George Dolenz, Željko Ivanek
- glasbeniki: Alfred Matthew »Weird Al« Yankovic, Frankie Yankovic, Micky Dolenz
- pisatelji: Louis Adamič, Ivan Molek
- astronavti: Jerry Linenger, Ronald Sega, Sunita Williams, Randolph Bresnik
- guvernerji zveznih držav: Frank Lausche, George Voinovich
- inženirji: Joe Sutter, Dušan Petrač, Anton Mavretič, Janez Repar
- senatorji: Frank Lausche, George Voinovich, Tom Harkin, Amy Klobuchar
- admirali: Ronald Zlatoper, Jerome Edward Rupnik, William F. Petrovic
- kongresniki: John Blatnik,  Philip Edward Ruppe
- škofje: Friderik Baraga, Ignacij Mrak, Janez Vertin, Janez Stariha, Jakob Trobec
- generali: Ferdinand Češarek, John Stephan Lekson, Warren Joseph Pezdirtz, Stanley Gorenc, Frank Gorenc
- športniki: Frank Brimsek, Jeff Blatnick, Peter Vidmar, Eric Heiden, Sepp Kuss